# Зигар Михайло Вікторович
Михайло Вікторович Зигар (рос. Михаил Викторович Зыгарь, * 31 січня 1981, Москва, РРФСР, СРСР) — російський політичний журналіст, військовий кореспондент, головний редактор телеканалу «Дождь».

## Життєпис
Народився 31 січня 1981 у Москві. У дитинстві жив в Анголі. Закінчив МДІМВ, також навчався в Каїрському університеті.
Співробітник ВД «Коммерсант» з 2000. Спеціальний кореспондент ВД «Коммерсант», спеціалізувався на репортажах з гарячих точок. Висвітлював війни в Іраку, Лівані, Палестині, революції в Україні і Киргизстані, розстріл в Андижані, хвилювання в Естонії після перенесення Бронзового солдата, заворушення в Сербії та Косово. Репортажі, написані з гарячих точок, увійшли в книгу «Війна та міф» (видавництво «Пітер», 2007).
У 2008 написав (спільно з Валерієм Панюшкіним) книгу «Газпром. Нова російська зброя».
У 2009—2010 — редактор відділу «Країна», заступник головного редактора журналу «Русский Newsweek».
У жовтні 2010 призначений головним редактором телеканалу «Дождь». Веде на цьому каналі новинну програму «Тут і зараз».
Колумніст OpenSpace.ru, Gzt.ru, Forbes.ru.
Викладач МДІМО. Читає лекції з курсу «Історія зарубіжної журналістики», веде Майстер-клас журналіста, курс «Аналітична журналістика».

## Нагороди
У вересні 2014 удостоєний Міжнародної премії за свободу преси від Комітету захисту журналістів. Вшанування лауреатів відбулося 25 листопада в Нью-Йорку, церемонію вела міжнародний кореспондент CNN Крістіан Аманпур.

## Громадянська позиція
В лютому 2022 року став ініціатором звернення письменників проти вторгнення Росії в Україну.

## Особисте життя
25 жовтня 2022 року Зигар здійснив камінг-аут як гей та оголосив про одруження з російським актором Жаном-Мішелем Щербаком у Португалії.